# Seleção do Kuwait de Futebol Americano
A Seleção Kuwaitiana de futebol americano representa oficialmente o Kuwait. Ela é organizada pela Kuwait Gridiron Football Federation.

## Uniformes
| Helmet   |      |           |
| Left arm | Body | Right arm |
| Trousers |      |           |
| Socks    |      |           |
| Casa     |      |           |

| Helmet   |      |           |
| Left arm | Body | Right arm |
| Trousers |      |           |
| Socks    |      |           |
| Fora     |      |           |

## Ligações Externas
IFAF - Federations